# Matthias Dietz
Matthias Dietz (* 1957) ist ein deutscher Designer. Er studierte Industriedesign an der Hochschule der Künste Berlin bei Hans Roericht und an der Hochschule für Bildende Künste in Hamburg bei Dieter Rams.

## Leben
Matthias Dietz, eines von drei Kindern des in Frankfurt am Main tätigen Unternehmers Albrecht Dietz und dessen Ehefrau Elisabeth Dietz, geborene König, wurde insbesondere durch seine 1989 erstmals gezeigte Ausstellung SED Schönes Einheits Design über die Gestaltung alltäglicher Gegenstände in der DDR bekannt. Er organisierte unterschiedlichste Ausstellungen über Design und verfasste diverse Bücher zum Thema, u. a. fungierte als Herausgeber für Leonard Korens Buch Wabi Sabi in deutscher Sprache. Von 1995 bis 2000 war er Kommunikationschef bei ERCO Leuchten, Lüdenscheid. Seit 2002 leitet er die Corporate-Design-Agentur Schindler Parent Identity in Berlin, die 2011 in Realgestalt GmbH umfirmierte. Matthias Dietz lebt in Berlin und ist seit Mai 2018 als Berater für Familienunternehmen tätig. Sein Großvater war der Unternehmer und Bauhaus-Förderer Heinrich König. Sein Vater war der Unternehmer und Wissenschaftler Albrecht Dietz.

## Schriften / Literatur
- SED Schönes Einheits Design, 1990 Taschen Verlag, Köln, ISBN 3-8228-0403-7
- Ambiente – Euro Design Guide, 1992 Heine Verlag, München, von Georg Bertsch, Matthias Dietz, Barbara Friedrich, ISBN 3-453-06046-6
- 300 lights, Leuchten, lampes, Taschen-Verlag Köln 1993, ISBN 3-8228-9450-8
- Japan Design, Taschen-Verlag Köln 1992, ISBN 3-8228-9350-1

Herausgeber
- Wabi-Sabi: Japans Philosophie der Bescheidenheit, 1995 Wasmuth Verlag, Tübingen. ISBN 3-8030-3064-1